# Roscigno
Roscigno község (comune) Olaszország Campania régiójában, Salerno megyében.

## Fekvése
A megye központi részén fekszik. Határai: Bellosguardo, Corleto Monforte, Laurino, Sacco, Sant’Angelo a Fasanella. Területén emelkedik a Monte Pruno.

## Története
Első említése a 11. századból származik. Valószínűleg egy ókori, lucanus település helyén épült ki. A következő századokban nemesi birtok volt. A 19. században nyerte el önállóságát, amikor a Nápolyi Királyságban felszámolták a feudalizmust.

## Népessége
A népesség számának alakulása:

## Főbb látnivalói
- San Nicola-templom